# Гардье, Франсуа
Франсуа Гардье (нидерл. François Gardier; 27 марта 1903, коммуна Сумань, провинция Льеж, Бельгия — 15 февраля 1971, коммуна Серен, провинция Льеж, Бельгия) — бельгийский профессиональный шоссейный велогонщик в 1928—1937 годах. Победитель  многодневной велогонки Тур Бельгии (1934), однодневной классической велогонки Льеж — Бастонь — Льеж (1933).

## Достижения
1927
7-й Льеж — Бастонь — Льеж
1928
6-й Тур Бельгии — Генеральная классификация
1930
3-й Льеж — Бастонь — Льеж
1932
8-й Тур Бельгии — Генеральная классификация
1933
1-й Льеж — Бастонь — Льеж
10-й Тур Бельгии — Генеральная классификация
1934
1-й  Тур Бельгии — Генеральная классификация
4-й Льеж — Бастонь — Льеж
5-й Тур Швейцарии — Генеральная классификация
1935
4-й Льеж — Бастонь — Льеж
1936
10-й Париж — Ницца — Генеральная классификация